# Маријски машински комбинат
АД „Маријски машински комбинат“ ( АД „ММЗ“, раније ПО „Маријски “ ) је велико индустријско предузеће Републике Мари Ел . Налази се у граду Јошкар-Ола, дио је Концерна АД ВКО „Алмаз-Антеј” .
Фабрика производи цивилне производе: пољопривредну опрему, машине за бушење, ЛЕД лампе.

## Историја фабрике
Дана 11. јуна 1939. године донијета је одлука да се у Јошкар-Оли изгради подстудија Московског геодетског погона, произвођача оптичких инструмената за извиђање из ваздуха. 13. новембра исте године предузеће добија назив „савеѕни комбинат 297“  .
С почетком Великог отаџбинског рата, фабрика је прихватила опрему и људе оптичких предузећа евакуисаних из Одесе, Москве, Казања и Лењинграда, укључујући Државни оптички институт (ГОИ), на чијем је челу био академик С. И. Вавилов  .
Током Великог отаџбинског рата, овдје је положен почетак производње првих совјетских сочива са дугим фокусом и великим отвором бленде који се користе у војним фото-извиђачким панорамским апаратима, фотоапаратима, као и првих совјетских електронских микроскопа  .
Основан је 25. августа 1941. године пуштањем у рад првих машина за производњу производа  .
Први производи фабрике су тенковски телескопски нишани (ТМФД-7), артиљеријска стерео цијев (АСТ), нишани за снајперске пушке ( ПУ, ППУ), противавионски даљиномјер (ЗД)  .
На врхунцу Великог отаџбинског рата, 1943. године, у предузећу је створен биро за инжењеринг цивилних инструмената, а убрзо су радници у фабрици почели да производе звучне и нечујне филмске пројекторе, савладавши технологију за израду камера  .
Предузеће је 1949. године промијенило профил дјелатности у производњу радарске опреме, почевши са производњом радара навођених топовима СОН-4 „Луч“ и артиљеријских противваздушних уређаја за управљање ватром ( ПУАЗО ), радарског комплекса навођених топовима 1РЛ35. „Ваза“ за управљање паљбом батерије противавионских топова С-60  .
Године 1965. савладана је серијска производња ЦХП 1С32 САМ „ Круг “, рачунарске опреме за системе „ Бреза “, „ Јелха “, С-75, С-200 ПВО системе  .
1970-их година прошлог вијека фабрика је овладала производњом система ПВО С-300В, као и опреме 9Б57 за нови ПВО систем Оса, 1СБ4, 9Е50, 9Е420 за ПВО системе Куб и Бук  .

## Опис
Наруџбе Лењина Акционарско друштво "Марски машински комбинат" је велико предузеће Републике Мари Ел. Основан 25. августа 1941. године, фабрика је прерасла у разноврсну универзалну производњу, тијесно сарађујући у развоју и производњи производа са 20 водећих истраживачких института у земљи  .
Машински комбинат је уврштен на листу основних предузећа Републике Мари Ел  .
На територији погона налазе се сљедећи производни објекти: набавка, ливница, машинска обрада, штанцање, галванизација, фарбање и лакирање, монтажа и монтажа, радионица за производњу пластике. Предузеће има савремену опрему, квалификоване стручњаке, значајан научни и технички потенцијал  .
Маријски машински комбинат је ступио у стратешко партнерство са Волшким државним технолошким универзитетом, у оквиру којег је у фабрици отворен Центар за радарске системе и комплексе. Управа фабрике додијелила је високошколској установи 300 квадратних метара погонског простора, на којем су створене 4 лабораторије за образовни процес, опремљене савременом опремом вриједном више од 40 милиона рубаља, укључујући комплексе за истраживање и симулацију микроталасних уређаја, анализу својстава материјала, дигиталних кола   . У оквиру сарадње са ПСТУ, студенти који студирају на смјеру „Радиотехника“ пребачени су на вечерњи облик образовања, а упоредо са студијама радили су у профилним одјељењима фабрике  .
У 2018. години објављено је да руководство Републике Мари Ел, суочено са смањењем обима одбрамбених наруџбина, ради на стварању индустријског кластера на бази Фабрике машина за изградњу Мари, који ће бити домаћин инвестициони пројекти за производњу цивилних производа  .
2020. године у Маријској фабрици машина направљена је нова звијезда за вјечни пламен постављен на територији Спомен-обиљежја војне славе у Централном парку у Јошкар-Оли. За прекривање врата звијезде коришћена је боја отпорна на топлоту, која може да издржи температуре од 700 °C  .

## Фабрички производи
- Пољопривредна механизација: косилице КРН-2.1М и КРН-2.1М2С, ротационе дуваљке ГР-24, резервни дијелови за њих [11]
- ЛЕД екрани [12]
- Машине: бушилице СВ-20, електроерозивне Искра-1В [13]
- Штедне ЛЕД лампе „Алтаир" [14]
- Аутотрансформатори АОСН [15] .

## Санкције
Дана 28. јуна 2022. године, због руске инвазије на Украјину, фабрика је уврштена на листу санкција САД  . У августу 2022. године фабрику је санкционисао Нови Зеланд, а у октобру 2022. санкционисала ју је Украјина  .

## Награде
- Орден Лењина – за успјешно спровођење петогодишњег плана и организацију производње нове опреме (31. децембра 1970. године) [2] .

1. ↑  „Перспектива проектируемого завода № 297” (на језику: руски). Архивирано из оригинала 2019-09-05. г. Приступљено 2019-07-16.
2. 1 2 3 4 5 6 7  ОАО «Марийский машиностроительный завод» — 70 лет Архивирано на веб-сајту  (16. новембар 2011), Новости ВПК, 04.08.2011.
3. ↑  „«Телемар» для фоторазведки”. cyberleninka.ru (на језику: руски). Архивирано из оригинала 2022-04-06. г. Приступљено 2022-04-05.
4. ↑  „На юбилейных торжествах завода” (на језику: руски). Архивирано из оригинала 2019-07-16. г. Приступљено 2019-07-16.
5. 1 2  „АО "Марийский машиностроительный завод"” (на језику: руски). Архивирано из оригинала 2019-07-20. г. Приступљено 2019-07-20.
6. 1 2  „Евстифеев: развитие ММЗ для нас — одна из самых важных задач” (на језику: руски). Архивирано из оригинала 2022-04-06. г. Приступљено 2022-04-05.
7. ↑  „Новые кадры для «оборонки»” (на језику: руски). Архивирано из оригинала 2022-03-28. г. Приступљено 2022-04-05.
8. ↑  „ВОЛГАТЕХ: итоги года” (на језику: руски). Архивирано из оригинала 2022-04-06. г. Приступљено 2022-04-05.
9. ↑  „Многомерность содержания профессионального образования” (на језику: руски). Архивирано из оригинала 2022-04-06. г. Приступљено 2022-04-05.
10. ↑  „Вечный огонь в Йошкар-Оле украсила новая звезда”. marimedia.ru (на језику: руски). Архивирано из оригинала 2022-04-06. г. Приступљено 2022-04-05.
11. ↑  „Сельскохозяйственное оборудование производства АО «ММЗ»” (на језику: руски). Архивирано из оригинала 2019-06-17. г. Приступљено 2019-06-17.
12. ↑  „Светодиодные экраны производства АО ММЗ” (на језику: руски). Архивирано из оригинала 2019-11-23. г. Приступљено 2019-11-06.
13. ↑  „Станки производства АО "ММЗ” (на језику: руски). Архивирано из оригинала 2021-01-28. г. Приступљено 2022-01-13.
14. ↑  „Светодиодные светильники Альтаир производства АО ММЗ | АО «Марийский машиностроительный завод»”. www.marimmz.ru (на језику: руски). Архивирано из оригинала 2018-03-25. г. Приступљено 2022-04-05.
15. ↑  „Автотрансформатор АОСН-8 | АО «Марийский машиностроительный завод»”. www.marimmz.ru (на језику: руски). Архивирано из оригинала 2018-01-22. г. Приступљено 2022-04-05.
16. ↑  „ММЗ из Йошкар-Олы попал в санкционный список США”. ИА МедиаПоток (на језику: руски). 2022-06-29. Приступљено 2023-01-17.
17. ↑  „Акционерное общество «Марийский машиностроительный завод»”. Война и санкции (на језику: руски). Архивирано из оригинала 17. 01. 2023. г. Приступљено 2023-01-17.

## Линкови
- Интернет страница предузећа
- АД "Марски машински комбинат" - 70 година, Вијести ВПК, 04.08.2011.
- Историјат Маријског машинског комбината Архивирано на веб-сајту  (1. мај 2023)